# Gaertnera aphanodioica
Gaertnera aphanodioica là một loài thực vật có hoa trong họ Thiến thảo. Loài này được Malcomber mô tả khoa học đầu tiên năm 2009.